# Aguda Bay
Die Aguda Bay (englisch; spanisch Bahía Aguda) ist eine Bucht an der Caird-Küste des ostantarktischen Coatslands. Sie liegt in unmittelbarer Nachbarschaft zum Dawson-Lambton-Gletscher.
Die Benennung erfolgte zwischen 1955 und 1956 durch den Kommandanten des argentinischen Eisbrechers General San Martín. Russische Wissenschaftler übertrugen diese Benennung ins Englische.